# Kusuo Kitamura
Kusuo Kitamura, född 9 oktober 1917 i Kochi, död 6 juni 1996, var en japansk simmare.
Kitamura blev olympisk guldmedaljör på 1500 meter frisim vid sommarspelen 1932 i Los Angeles.